# My House
"My House" é uma canção da cantora norte-americana Beyoncé. Foi lançado em 1º de dezembro de 2023, pela Parkwood Entertainment e Columbia Records como single para promover seu filme-concerto de 2023, Renaissance: A Film by Beyoncé. Escrita e produzida por Beyoncé e pelo compositor americano The-Dream, "My House" é uma canção rap feita com batidas de trap e sons de trompa.

## Antecedentes e composição
A faixa marca oprimeiro lançamento solo desde o Renaissance, álbum de Beyoncé lançado em 29 de julho de 2022. O disco foi promovido pela Renaissance World Tour, que rendeu um filme concerto, Renaissance: A Film by Beyoncé, lançado em em 1º de dezembro de 2023. Logo após seu lançamento, surgiram especulações de que poderia haver uma nova música tocando durante os créditos do filme, que seria "My House". A faixa foi lançada de surpresa no dia seguinte. Considerada como um rap "contagiante" e "energético" pelos críticos, a música foi co-escrita e co-produzida pelo colaborador de longa data The-Dream.

## Histórico de lançamento
| Região | Data                   | Formato(s)                  | Gravadora          | Ref.   |
| ------ | ---------------------- | --------------------------- | ------------------ | ------ |
| Mundo  | 1º de dezembro de 2023 | Download digital, streaming | Parkwood, Columbia | [ 9 ]  |
| Itália | 8 de dezembro de 2023  | Radio airplay               | Sony               | [ 10 ] |